# Symphony Sounds
『Symphony Sounds』（シンフォニー・サウンズ）は、2018年8月から発売されているアダルト美少女ゲームの主題歌をまとめたコンピレーションアルバムのシリーズ。制作は株式会社カーニバル、販売・発売は株式会社ハブロッツ。

## 概要
げっちゅ屋を運営する株式会社ゲインズのグループ会社である株式会社ハブロッツと株式会社カーニバルによって、2018年8月から制作・販売・発売されているアダルト美少女ゲームの主題歌をまとめたコンピレーションアルバム。株式会社カーニバルが制作を行い、株式会社ハブロッツが発売・販売を行っている。
長年に渡って同様のコンピレーションアルバムを発売していたのは、株式会社スタジオディーンが販売・発売していたGWAVEシリーズのみだったが、同シリーズは2016年12月発売の「GWAVE 2016 1st advance」を最後に発売休止状態となっており、それ以降に同様のコンピネーションアルバムを発売する企業は無かった。この状況を見たプロデューサーの担当TによってSymphony Soundsは企画・制作された。企画の動機も「某コンピレーションアルバムが発売されない……なら、自分で制作しよう思った」とげっちゅブログに掲載しているコラムにて語っている。

### シリーズ
Symphony Sounds Generation
GWAVEシリーズに近い立ち位置のアルバムで、1年間に発売されたアダルト美少女ゲームの主題歌を1枚に収録している。1年間を上半期・下半期に分けて（事実上2枚）発売していたGWAVEとはその部分が大きく異なる。そのことから、収録数としては合計してもGWAVEの半分以下となっている。また、発売までに1年半以上も掛かることから、スピード面も含めて全体的に劣る部分がある。その一方で、生産数は多いためか、在庫数は安定しており、発売から数年経っても購入することが可能である。
Symphony Sounds Record
過去に発売されたアダルト美少女ゲームの主題歌にフォーカスしたアルバムで、過去14年間に発売された楽曲を1枚に収録している。年数カウントとしては発売年の前年から14年間となっている。。アルバムのカウントがGenerationと同様に発売年数になっており、サブタイトルは付いているものの、ぱっ見では見分けにくい状態である。
Symphony Sounds Eternal
過去に発売されたアダルト美少女ゲームのエンディング曲を1枚にまとめて収録したアルバム。Recordとは異なり、発売期間などは指定せずにランダムに選曲されている。また、アルバムのカウントはローマ数字になっていることから、他との区別がしやすい。

## 作品

### Symphony Sounds Eternal
| タイトル                                          | 発売日     |
| ------------------------------------------------- | ---------- |
| Symphony Sounds Generation 2017                   | 2019/05/31 |
| Symphony Sounds Generation 2018                   | 2020/05/29 |
| Symphony Sounds Generation 2019                   | 2021/05/28 |
| Symphony Sounds Generation 2020                   | 2022/05/27 |
| Symphony Sounds Generation 2021                   | 2023/05/26 |
| Symphony Sounds Generation 2022                   | 2024/05/31 |
| Symphony Sounds Record 2018 ～from 2003 to 2017～ | 2018/08/31 |
| Symphony Sounds Record 2019 ～from 2004 to 2018～ | 2019/08/30 |
| Symphony Sounds Record 2020 ～from 2005 to 2019～ | 2020/08/28 |
| Symphony Sounds Record 2021 ～from 2006 to 2020～ | 2021/08/27 |
| Symphony Sounds Record 2022 ～from 2007 to 2021～ | 2022/09/30 |
| Symphony Sounds Record 2023 ～from 2008 to 2022～ | 2023/08/25 |
| Symphony Sounds Record 2024 ～from 2009 to 2023～ | 2024/08/30 |
| Symphony Sounds Eternal                           | 2020/01/31 |
| Symphony Sounds Eternal II                        | 2021/01/29 |
| Symphony Sounds Eternal III                       | 2022/02/25 |
| Symphony Sounds Request                           | 2023/01/27 |
| Symphony Sounds Request2                          | 2024/01/26 |
| Symphony Sounds Request3                          | 2025/01/31 |